# Willi Resetarits

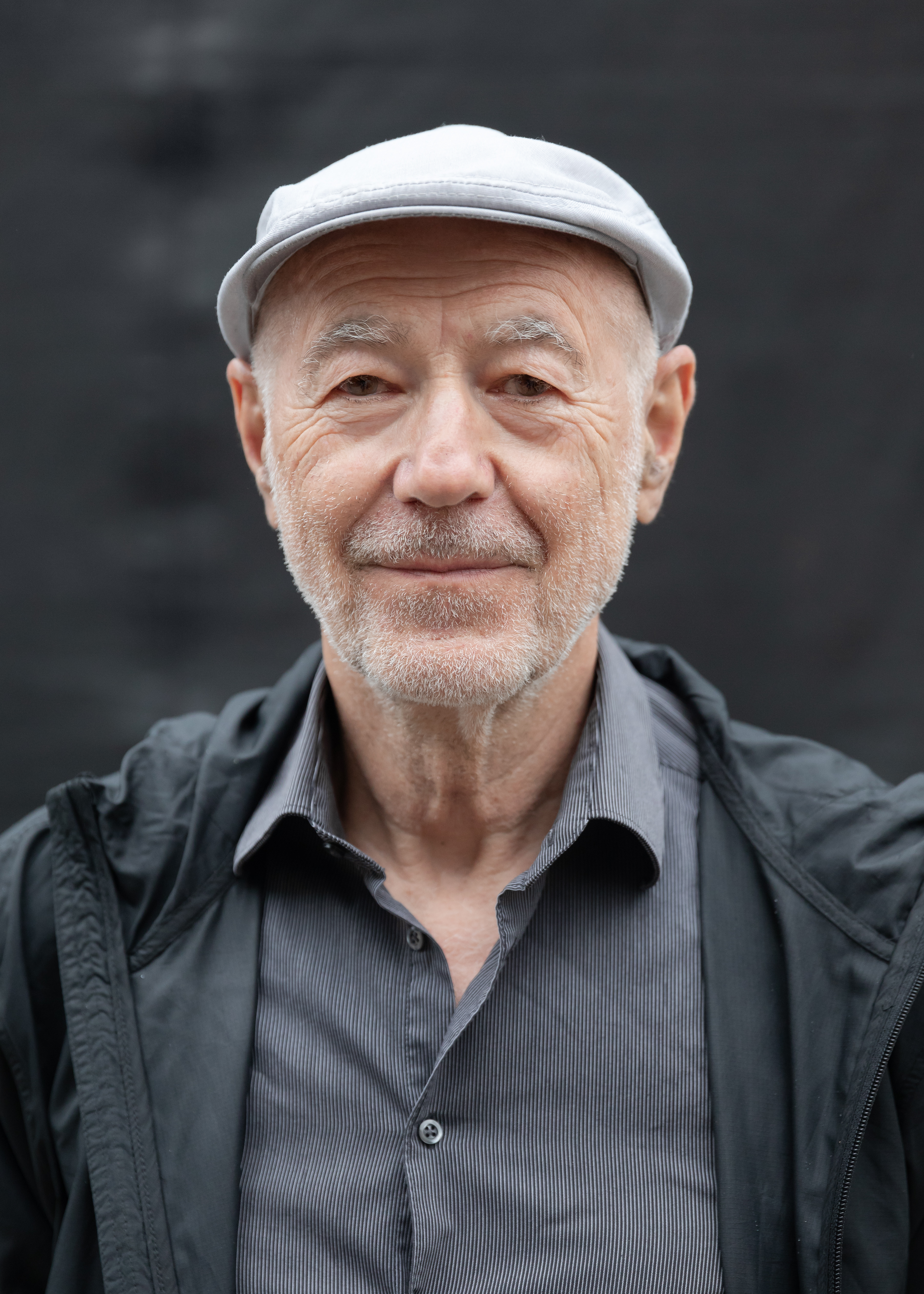
Wilhelm „Willi“ Resetarits, 2018

Wilhelm Thomas „Willi“ Resetarits (* 21. Dezember 1948 in Stinatz, Burgenland; † 24. April 2022 in Wien) war ein österreichischer Musiker, Sänger und Menschenrechtsaktivist. Er erlangte als Kunstfigur Ostbahn-Kurti große musikalische Popularität.

## Leben
Resetarits war Burgenlandkroate. Nach eigener Aussage kam Resetarits 1952 aus dem Südburgenland nach Wien, wo er erst im Alter von dreieinhalb Jahren begann, Deutsch zu sprechen. Er wuchs am Humboldtplatz in Wien-Favoriten (10. Bezirk) auf. Bereits während seiner Schulzeit am GRG 10 Ettenreichgasse sang und musizierte Resetarits in diversen Bands wie The Odds. Ab 1967 studierte er an der Universität Wien Anglistik und Sport mit dem Ziel, Lehrer zu werden. Doch seine Musikerkarriere verlief so erfolgreich, dass er auf das Sicherheitsnetz verzichtete.
1969 wurde Resetarits Mitglied der Politrockband Schmetterlinge. Ihr bedeutendstes Werk, die Proletenpassion (Text: Heinz Rudolf Unger), wurde 1976 bei den Wiener Festwochen uraufgeführt. Dort werden soziale Fragen, Herrschaft, Unterdrückung und Revolutionen in Europa vom 16. bis zum 20. Jahrhundert bearbeitet. Resetarits komponierte und sang darin unter anderem das populäre Jalava-Lied. 1977 nahmen die Schmetterlinge mit Boom-Boom-Boomerang am Eurovision Song Contest in London teil. Sie landeten auf dem vorletzten Platz.

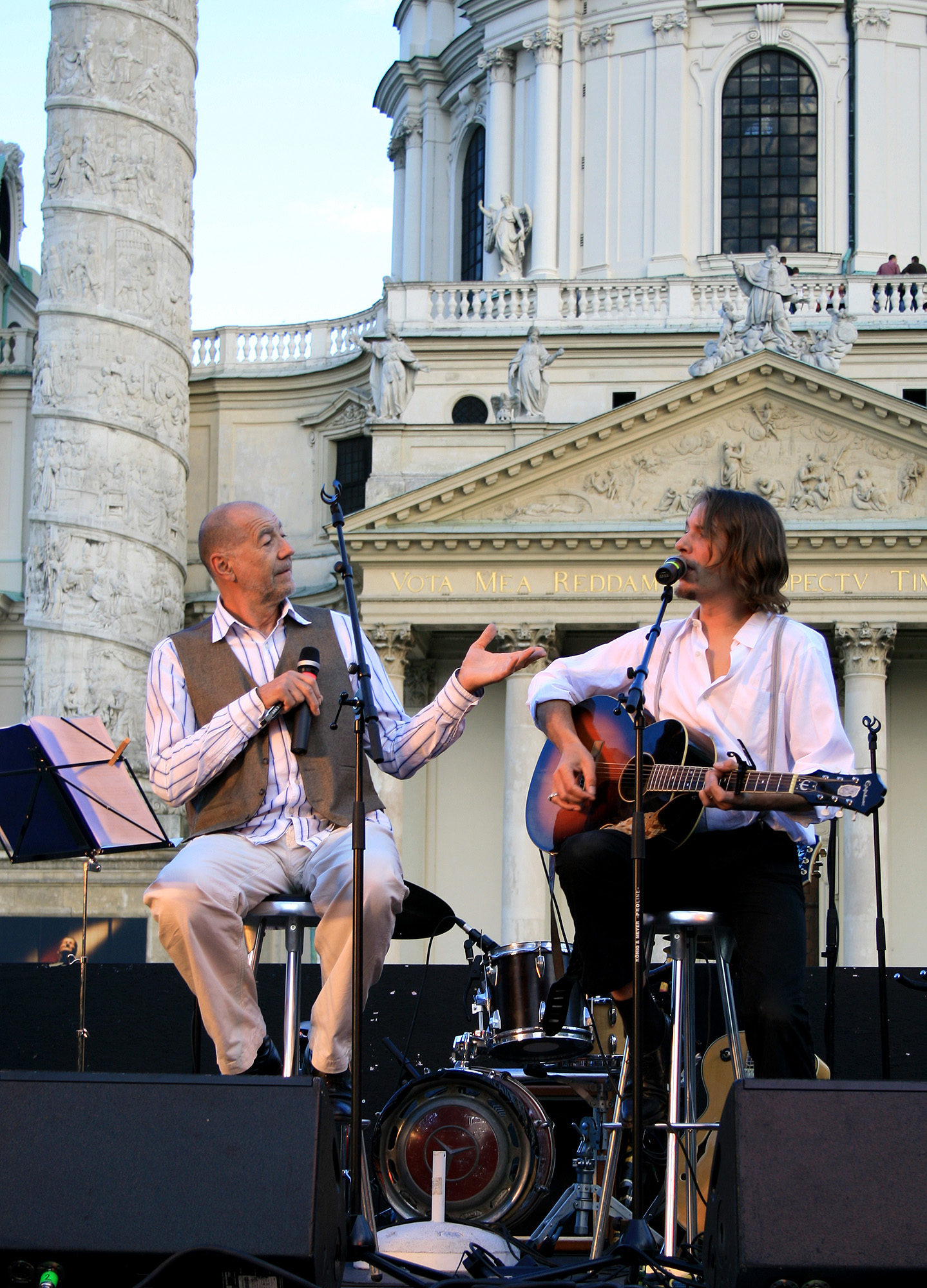
Resetarits mit Ernst Molden am Karlsplatz, 2008

Ab Mitte der 1980er Jahre verkörperte er mit großem Erfolg die Figur des von Günter Brödl erfundenen Kurt Ostbahn bzw. den Ostbahn-Kurti. Die Formation Ostbahn-Kurti & die Chefpartie nahm mehrere Alben mit ins Wienerische übersetzten Rock-, Blues- und Rhythm-and-Blues-Stücken auf und gab über mehrere Jahre erfolgreich Konzerte. 1985 beteiligte er sich als Sänger gemeinsam mit den Schmetterlingen am Projekt Austria für Afrika, das 1985 im Zuge des internationalen Benefizkonzerts Live Aid gegründet wurde, und dem von Wolfgang Ambros und Rainhard Fendrich geschriebenen Lied Warum?.
Von 1995 bis 1998 gestaltete Resetarits jeden Sonntag auf Radio Wien die Sendung Trost und Rat von und mit Dr. Kurt Ostbahn, bei der er sein Talent als Entertainer unter Beweis stellte. Im Jahr 2000 starb Günter Brödl völlig unerwartet. Resetarits wechselte zum Radiosender Ö1 und moderierte dort die monatliche Sendung Ein Pferd kehrt heim, die Ende 2000 in Die Willi Resetarits Radioshow umbenannt wurde und bis Mai 2002 lief. Das Konzept der Sendung, die aus dem Großen Sendesaal des Radiokulturhauses live übertragen wurde, bestand aus Gesprächen mit Gästen und musikalischen Beiträgen. Musiziert wurde ebenfalls live, wobei es vorkam, dass Kurt Ostbahn & Die Kombo zu Gast waren und noch unveröffentlichte Lieder spielten.

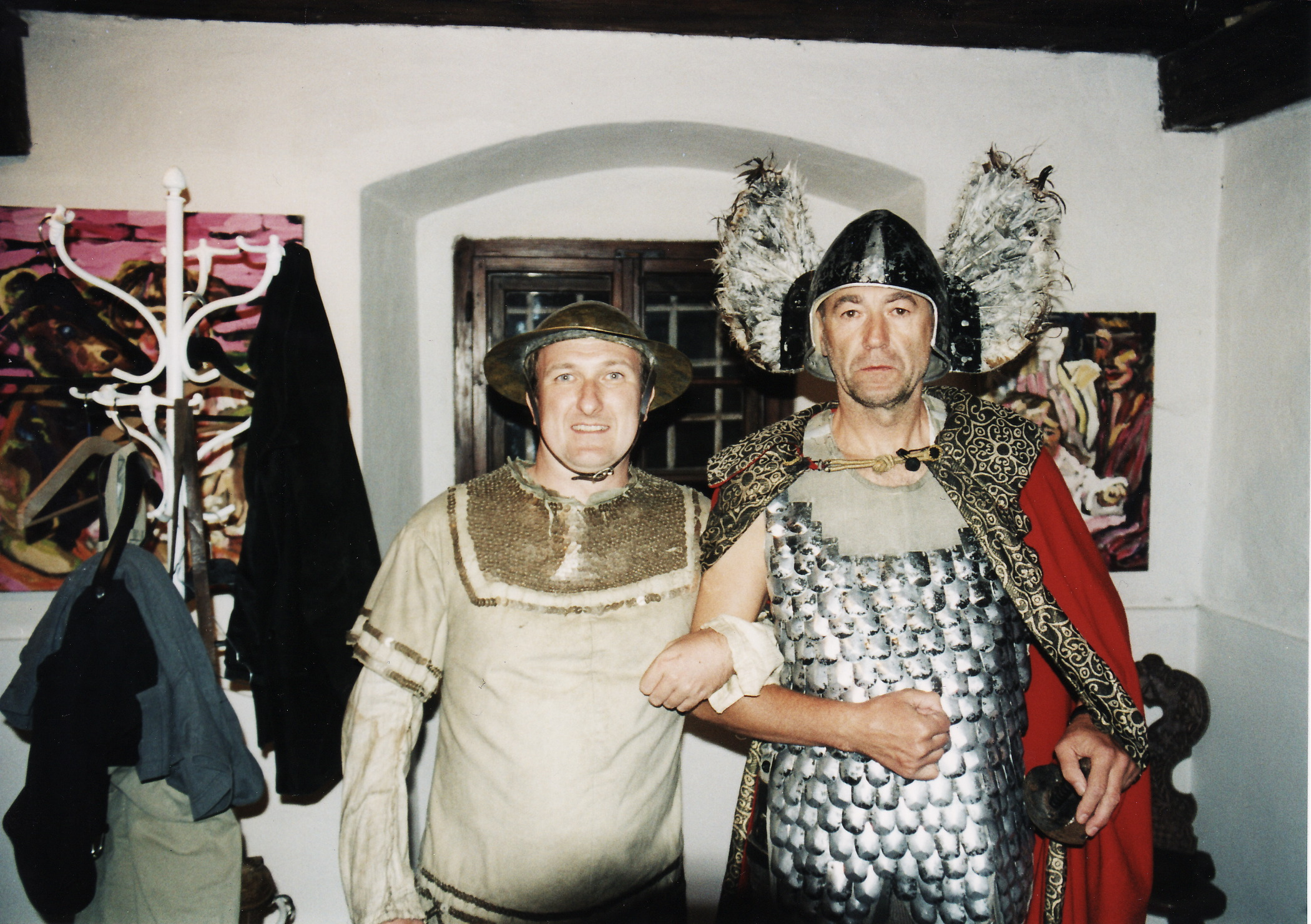
Resetarits als Don Quichote mit Markus Kupferblum als Sancho Panza, 2001

Im Jahr 2001 trat Resetarits auf Schloss Damtschach in Kärnten als Don Quichote in der Oper El Retablo del Maese Pedro von Manuel de Falla in der Bearbeitung des Jazz-Pianisten Uli Scherer auf. Mit dabei war das Koehne Quartett mit Joanna Lewis, Renald Deppe, Georg Preinfalk und Wolfgang Puschnig. Es spielten Wolfram Berger, Johanna Wölfl und Pavel El Hamalawi. Inszeniert hat Markus Kupferblum, der auch den Sancho Panza spielte.
Im Dezember 2003 schickte Resetarits sein Alter Ego Kurt Ostbahn „in die Pension“, wie er sagte. Ab Oktober 2006 war Resetarits mit Trost und Rat mit Willi Resetarits wieder auf Sendung bei Radio Wien. Im Jahr 2007 war die Sendung nahezu jeden Sonntag zwischen 13 und 14 Uhr zu hören. Die 200. und letzte Sendung wurde Ende Juni 2012 gesendet.

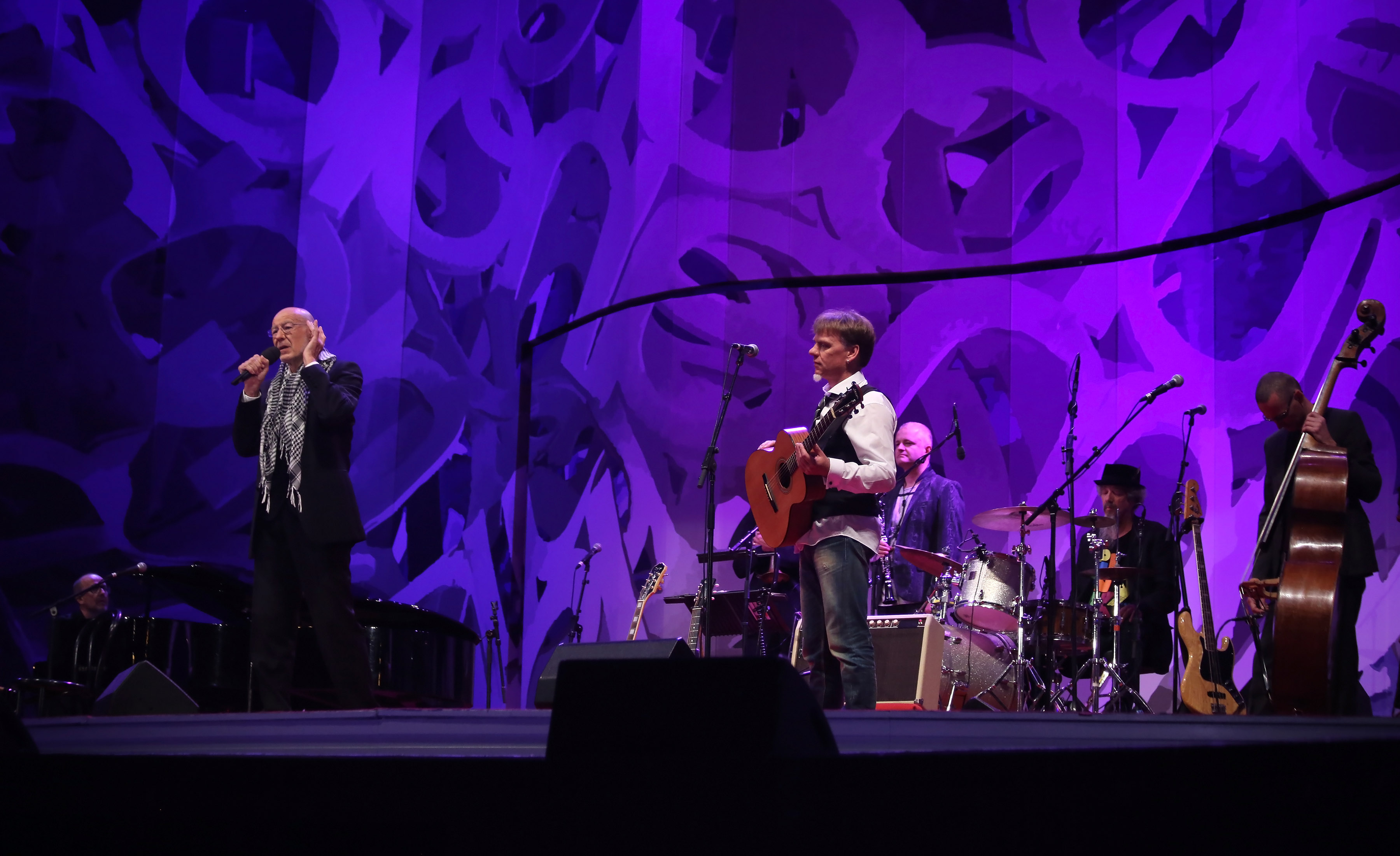
Resetarits mit dem Stubnblues, 2013

Resetarits war bis zuletzt in musikalischen Projekten tätig. Eines davon war die Stubnblues benannte Mischung aus Volksliedern auf Deutsch und Kroatisch, englischsprachigem Blues und Rhythm’ n’ Blues, Wienerliedern und vertonten Gedichten unter anderem von H. C. Artmann und Karl Farkas. Beim Projekt Gershwin on a String interpretierte er zusammen mit Tini Kainrath und dem Streichquartett StringFizz Songs von George Gershwin. Die Liedtexte werden teils in der englischen Originalfassung und teils im Wiener Dialekt gesungen. Mit Sabina Hank wurden 2008 Texte von Jura Soyfer und H.C. Artmann vertont, als CD und in Konzerten unter dem Titel Abendlieder. 2009 erschien das gemeinsam mit Ernst Molden eingespielte Album ohne di. Für Resetarits hatte Molden dazu Hammerschmidgassn geschrieben, sein erstes Lied im Wiener Dialekt.
Resetarits wurde Mitglied der „Viererbande“ Molden, Resetarits, Soyka und Wirth, die sich der „emotionalen und poetischen Vermessung Wiens“ widmete (Sailer).
Resetarits war politisch engagiert und Mitbegründer der Organisationen Asyl in Not und SOS Mitmensch. Er gründete auch das Integrationshaus Wien, bei dem er Ehrenvorsitzender war. Wegen eines Aufrufs zur Wehrdienstverweigerung wurde er 1994 verurteilt.
Ab 2015 war Resetarits Mitglied des Universitätsrats der Universität für Musik und darstellende Kunst Wien.
Anlässlich seines 70. Geburtstags gab Resetarits am 4./5. Jänner 2019 ein Doppelkonzert mit den zwölf Bands seiner Musikerlaufbahn plus Zusatzgästen. Am Freitag begann Alle seine Bands mit der Beat-Band The Odds, gegründet 1963 am Gymnasium Wien, Ettenreichgasse. Angekündigt wurde wieder das „Dr.-Kurt-Ostbahn-Doppel“ nach Mitte August auf der Kaiserwiese im Wiener Prater.
Seine Autobiografie erschien im Dezember 2018 als Buch mit dem Titel Ich lebe gerne, denn sonst wäre ich tot.
Die Tour mit sechs Musikern des Stubnblues mit dem neuen Programm Elapetsch begann am 22. September 2021 im Schauspielhaus Graz und lief bis Dezember in Österreich.
Willi Resetarits verunglückte am 24. April 2022 im Alter von 73 Jahren in Wien tödlich bei einem Sturz auf einer Treppe in seinem Haus. Nach einer öffentlichen Verabschiedung am 7. Mai wurde Willi Resetarits am 9. Mai begraben. Sein Ehrengrab befindet sich auf dem Wiener Zentralfriedhof (Gruppe 33G, Nummer 58).

## Sonstiges
Zu einer 2001 erschienenen Jubiläums-Edition des ursprünglich 1971 von Wolfgang Teuschl verfassten Buches Da Jesus und seine Hawara, einer legendären Übertragung des Neuen Testaments ins Wienerische, erschien auch eine von Resetarits rezitierte CD mit Auszügen des Buchtextes. Die Live-Aufnahmen dazu fanden 1999 im Theater Akzent in Wien statt. Weitere Aufnahmen von Rezitationen durch Resetarits wurden 2006 mit der Neuauflage des Buches in Auszügen auf einer CD und 2011 erstmals in Komplettlesung auf drei CDs veröffentlicht (Gitarre: Karl Ritter). Für die Erstauflage des Buches von 1971 wurde der Text in Ausschnitten ursprünglich auf Langspielplatte und Single von Kurt Sowinetz rezitiert.
Resetarits wurde des Öfteren für den Asterix-Übersetzer ins Wienerische gehalten. Tatsächlich wurden die zwei 1997 und 1998 erschienenen Bände, als deren Texter Dr. a. D. Kurt Ostbahn angegeben war, von Günter Brödl übersetzt.

## Privates
Mit Beatrix Neundlinger, mit der er bei den Schmetterlingen sang, hatte Resetarits eine Tochter (geb. 1981) und einen Sohn (geb. 1983). Am 21. Dezember 2014, seinem 66. Geburtstag, heiratete er seine Freundin Roswitha Hofer, die am nächsten Tag ihren 40. Geburtstag feierte.
Der Schauspieler und Kabarettist Lukas Resetarits und der Journalist und Moderator Peter Resetarits sind Brüder von Willi Resetarits.

## Willi-Resetarits-Preis
2024 wurde zu Ehren des Künstlers der Willi-Resetarits-Preis erstmals vergeben. Der Preis ist mit 10.000 Euro dotiert und wird von der Stadt Wien gestiftet. Die Jury setzt sich aus Kunstschaffenden und zivilgesellschaftlich engagierten Personen zusammen. Erster Preisträger ist der aus Simbabwe stammende Musiker Vusa Mkhaya. 2025 wurde der Preis an das Wiener Hip-Hop-Duo EsRap, bestehend aus den Geschwistern Esra Özmen und Enes Özmen, verliehen.

## Auszeichnungen, Würdigungen
- 1996 Nestroy-Ring

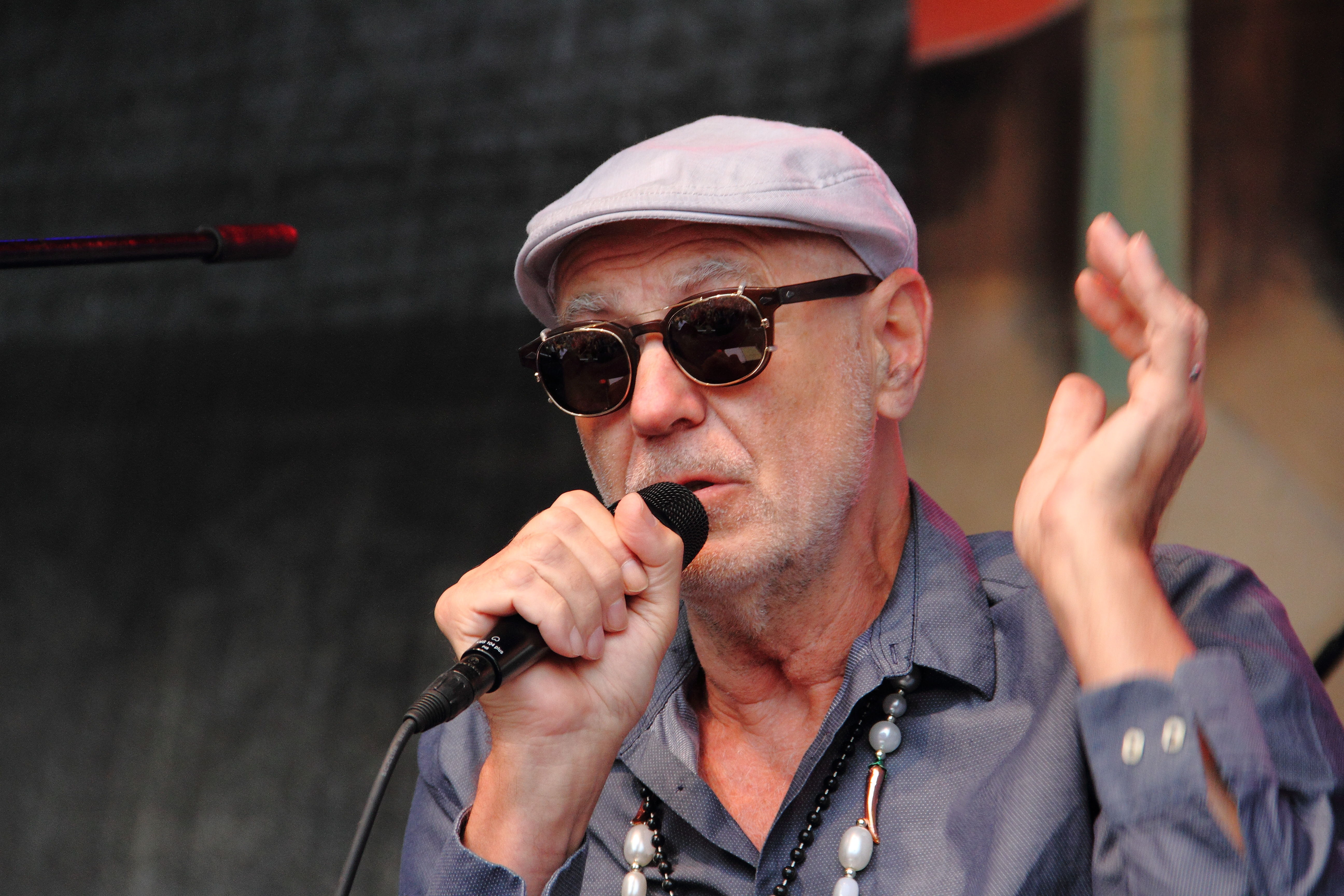
Willi Resetarits mit Molden/Resetarits/Soyka/Wirth am Rudolstadt-Festival, Thüringen, D (2016)

- 1997 Bruno Kreisky Preis für Verdienste um die Menschenrechte
- 2000 Josef-Felder-Preis für Gemeinwohl und Zivilcourage
- 2003 Karl-Renner-Preis
- 2003 Goldenes Verdienstzeichen des Landes Wien
- 2008 Fritz-Greinecker-Preis für Zivilcourage
- 2013 Österreichisches Ehrenkreuz für Wissenschaft und Kunst[24]
- 2013 Österreicher des Jahres in der Kategorie Kulturerbe[25]
- 2017 Amadeus Austrian Music Award für das Lebenswerk[26]
- 2019 Metron-Preis 2018[27]
- 2019 Deutscher Kleinkunstpreis – Ehrenpreis des Landes Rheinland-Pfalz[28]
- 2019 Goldenes Ehrenzeichen für Verdienste um das Land Wien[5]
- 2022 Amadeus Austrian Music Award in der Kategorie Jazz/World/Blues (Molden/Resetarits/Soyka/Wirth)[29]
- 2023 Komturkreuz des Landes Burgenland (posthum, am 21. April 2023 übernahm seine Tochter Johanna Resetarits die Auszeichnung für ihren Vater)[30][31]
- 2023 MigAward – Preis der österreichischen MigrantInnen (für sein Lebenswerk, posthum)[32]
- 2023 wird im Bezirksrat beschlossen, den Bildungscampus Floridsdorf (in Bau) nach Resetarits zu benennen[33]
- 2023 wird die Benennung einer Wohnhausanlage (in Bau) der Stadt Wien auf Willi-Resetarits-Hof auf den Weg gebracht, unweit des Humboldtplatzes in Favoriten, wo Resetarits großteils aufgewachsen ist.[34]

## Autobiografie
- Ich lebe gerne, denn sonst wäre ich tot. Christian Seiler Verlag, Fahndorf 2018, ISBN 978-3-9502868-7-8.